# Aleksiej Krupniakow
Aleksiej Igoriewicz Krupniakow (ros. Алексей Игоревич Крупняков; ur. 28 maja 1978) – rosyjski i kirgiski zapaśnik w stylu wolnym. Dwukrotny olimpijczyk. Piętnasty w Atenach 2004 i szesnasty w Pekinie 2008 w wadze do 96 kg.
W młodości reprezentował Rosję. Mistrz Europy i wicemistrz świata juniorów. Drugi w Pucharze Świata w 1998. Od 2003 startował dla Kirgistanu. Czterokrotnie uczestniczył w mistrzostwach świata, zdobył brązowy medal w 2005. Srebrny medalista igrzysk azjatyckich w 2002 i brązowy w 2006. Trzy razy na podium w mistrzostwach Azji, złoto w 2007 roku.